# Lanciné Diabi
Lanciné Diabi, né en 1956, est un cinéaste ivoirien.

## Biographie
Lanciné Diabi est né en Côte d’Ivoire en 1956. Il étudie le cinéma au Conservatoire libre du cinéma français de Paris. Il sort son premier long métrage en 1996, La Jumelle. Le film met en scène une sœur jumelle qui sacrifie sa chance pour celle de son frère jumeau. Son film sera en compétition au FESPACO en 1999.

## Filmographie
Il est le réalisateur de « La Jumelle » en 1996, « L’Amour Blessé » en 1989, « L’Africaine à Paris » en 1993, « Sanou » en 1989, « L’Africaine» en 1989,.

### Longs métrages
- 1996 : La Jumelle

### Courts métrages
- L’Amour Blessé, 1989[5].
- L’Africaine, 1989.
- Sanou, 1989.
- L’Africaine à Paris, 1993[6].